# Amen break
Amen break je šestisekundový úsek, který zahrál bubeník Gregory Coleman. Pochází ze singlu „Amen, Brother“ od soul kapely The Winstons a byl nahrán v roce 1969.
Amen break se stalo používaným jako sample především v žánru Hip hop a v elektronické hudbě. Je základem pro Drum and bass a styl jungle.
Ze samplu nedostal bubeník ani zakladatel kapely Richard L. Spencer žádný honorář. Spencer považoval samplování jako plagiátorství. V roce 2015 byla pro Spencera založena crowfundingová kampaň, již vytvořili Martyn Webster a Steve Theobald a vybrali jejím prostřednictvím 24 000 £. Spencer zemřel 27. prosince 2020.